# Národní institut statistiky (Rumunsko)
Národní institut statistiky (rumunsky Institutul Național de Statistică, INS) je rumunská vládní agentura, která je zodpovědná za shromažďování národních statistik v oblastech, jako je geografie, hospodářství, demografie a společnost. Institut je rovněž zodpovědný za provádění sčítání lidu v Rumunsku každých deset let, přičemž poslední sčítání lidu se uskutečnilo v roce 2022.

## Vedení
V současné době stojí v čele institutu Tudorel Andrei a třemi místopředsedy jsou:
- Elena Mihaela Iagărová, která má na starosti ekonomické a sociální statistiky.
- Marian Chivu, který má na starosti národní účty a šíření statistických informací
- Beatrix Geredová, která má na starosti činnosti v oblasti informačních technologií a statistické infrastruktury

## Historie
Prvním oficiálním statistickým úřadem v Rumunsku byl Ústřední statistický úřad (Oficiul Central de Statistică Administrativă), který byl založen 12. července 1859 za vlády Alexandru Ioana Cuzy. Tato organizace, jedna z prvních národních statistických organizací v Evropě, provedla v letech 1859–1860 první veřejné sčítání lidu.
Rumunská národní statistická organizace se v historii země jmenovala různě, jak je patrné z následující tabulky:
| Anglický název                                        | Rumunský název                                        | Období          |
| ----------------------------------------------------- | ----------------------------------------------------- | --------------- |
| Central Office for Administrative Statistics          | Oficiul Central de Statistică Administrativă          | 1859–1892       |
| State Directorate for General Statistics              | Direcția de Statistică Generală a Statului            | 1892–1925       |
| State Institute for General Statistics                | Institutul de Statistica Generală a Statului          | 1925–1936       |
| Central Institute of Statistics                       | Institutul Central de Statistică                      | 1936–1951       |
| Central Directorate of Statistics                     | Direcția Centrală de Statistică                       | 1951–1989       |
| National Commission for Statistics                    | Comisia Națională pentru Statistică                   | 1989–1998       |
| National Institute of Statistics and Economic Studies | Institutul Național de Statistică și Studii Economice | 1998–2001       |
| National Institute of Statistics                      | Institutul Național de Statistică                     | 2001–současnost |